# 126.000
126.000は、フィアットのフィアット・500R及びフィアット・126が搭載するエンジンの名称。

## 詳細
- エンジン型番・126.000
- シリンダー数・2
- ボア(mm)・73.5
- ストローク(mm)・70
- 総排気量(cc)・594
- 圧縮比・7.5：1
- 最高出力
  - ネット(bhp/rpm)・23／4,800
  - グロス(bhp)・26
- 最大トルク
  - ネット(kgf-m／rpm)・4.0／3,400

## 派生モデル
「126biz」水平シリンダーモデル